# Campeonato Mundial de Gimnasia Artística de 2023
El LII Campeonato Mundial de Gimnasia Artística se celebró en Amberes (Bélgica) entre el 30 de septiembre y el 8 de octubre de 2023 bajo la organización de la Federación Internacional de Gimnasia (FIG) y la Federación Belga de Gimnasia.
Las competiciones se realizaron en el Sportpaleis de la ciudad belga.
Los gimnastas de Rusia y Bielorrusia fueron excluidos de este campeonato debido a la invasión rusa de Ucrania.

## Programa
| ● | Clasificación | ● | Finales |

| Sep/Oct de 2023        | Sá 30 | Do 01 | Lu 02 | Ma 03 | Mi 04 | Ju 05 | Vi 06 | Sá 07 | Do 08 |
| ---------------------- | ----- | ----- | ----- | ----- | ----- | ----- | ----- | ----- | ----- |
| Clasificación          | ●     | ●     |       |       |       |       |       |       |       |
| Equipo                 |       |       |       | ●     |       |       |       |       |       |
| Concurso completo ind. |       |       |       |       |       | ●     |       |       |       |
| Suelo                  |       |       |       |       |       |       |       | ●     |       |
| Caballo con arcos      |       |       |       |       |       |       |       | ●     |       |
| Anillas                |       |       |       |       |       |       |       | ●     |       |
| Salto                  |       |       |       |       |       |       |       |       | ●     |
| Paralelas              |       |       |       |       |       |       |       |       | ●     |
| Barra fija             |       |       |       |       |       |       |       |       | ●     |

| Sep/Oct de 2023        | Sá 30 | Do 01 | Lu 02 | Ma 03 | Mi 04 | Ju 05 | Vi 06 | Sá 07 | Do 08 |
| ---------------------- | ----- | ----- | ----- | ----- | ----- | ----- | ----- | ----- | ----- |
| Clasificación          |       | ●     | ●     |       |       |       |       |       |       |
| Equipo                 |       |       |       |       | ●     |       |       |       |       |
| Concurso completo ind. |       |       |       |       |       |       | ●     |       |       |
| Salto                  |       |       |       |       |       |       |       | ●     |       |
| Asimétricas            |       |       |       |       |       |       |       | ●     |       |
| Barra de equilibrio    |       |       |       |       |       |       |       |       | ●     |
| Suelo                  |       |       |       |       |       |       |       |       | ●     |

## Resultados

### Masculino
| Evento                         | Oro                                                                                | Plata                                                       | Bronce                                                                                |
| ------------------------------ | ---------------------------------------------------------------------------------- | ----------------------------------------------------------- | ------------------------------------------------------------------------------------- |
| Concurso completo ind. (05.10) | Daiki Hashimoto Japón 86,132 pts.                                                  | Ilia Kovtun · Ucrania · 84,998 pts.                         | Frederick Richard Estados Unidos 84,332 pts.                                          |
| Suelo (07.10)                  | Artiom Dolgopiat Israel 14,866                                                     | Kazuki Minami Japón 14,666                                  | Milad Karimi · Kazajistán · 14,600                                                    |
| Caballo con arcos (07.10)      | Rhys McClenaghan Irlanda 15,300                                                    | Khoi Young Estados Unidos 14,966                            | Ahmad Abu al-Sud Jordania 14,633                                                      |
| Anillas (07.10)                | Liu Yang China 15,233                                                              | Eleftherios Petrunias · Grecia · 15,066                     | You Hao China 14,833                                                                  |
| Salto de potro (08.10)         | Jake Jarman Reino Unido 15,050                                                     | Khoi Young Estados Unidos 14,849                            | Nazar Chepurny · Ucrania · 14,766                                                     |
| Paralelas (08.10)              | Lukas Dauser · Alemania · 15,400                                                   | Shi Cong China 15,066                                       | Kaito Sugimoto Japón 15,000                                                           |
| Barra fija (08.10)             | Daiki Hashimoto Japón 15,233                                                       | Tin Srbić · Croacia · 14,700                                | Su Weide China 14,500                                                                 |
| Concurso por equipos (03.10)   | Japón Kenta Chiba Daiki Hashimoto Kazuma Kaya Kazuki Minami Kaito Sugimoto 255,594 | China Lin Chaopan Liu Yang Su Weide Sun Wei You Hao 253,794 | Estados Unidos Asher Hong Paul Juda Yul Moldauer Frederick Richard Khoi Young 252,428 |

### Femenino
| Evento                         | Oro                                                                                          | Plata                                                                                               | Bronce |
| ------------------------------ | -------------------------------------------------------------------------------------------- | --------------------------------------------------------------------------------------------------- | --- |
| Concurso completo ind. (06.10) | Simone Biles Estados Unidos 58,399 pts.                                                      | Rebeca Andrade · Brasil · 56,766 pts.                                                               | Shilese Jones Estados Unidos 56,332 pts.                                                                        |
| Suelo (08.10)                  | Simone Biles Estados Unidos 14,633                                                           | Rebeca Andrade · Brasil · 14,500                                                                    | Flávia Saraiva · Brasil · 13,966                                                                                |
| Salto de potro (07.10)         | Rebeca Andrade · Brasil · 14,750                                                             | Simone Biles Estados Unidos 14,549                                                                  | Yeo Seo-Jeong Corea del Sur 14,416                                                                              |
| Barras asimétricas (07.10)     | Qiu Qiyuan China 15,100                                                                      | Kaylia Nemour Argelia 15,033                                                                        | Shilese Jones Estados Unidos 14,766                                                                             |
| Barra (08.10)                  | Simone Biles Estados Unidos 14,800                                                           | Zhou Yaqin China 14,700                                                                             | Rebeca Andrade · Brasil · 14,300                                                                                |
| Concurso por equipos (04.10)   | Estados Unidos Simone Biles Skye Blakely Shilese Jones Joscelyn Roberson Leanne Wong 167,729 | Brasil · Rebeca Andrade · Jade Barbosa · Lorrane Oliveira · Flávia Saraiva · Júlia Soares · 165,530 | Francia Marine Boyer Lorette Charpy Mélanie de Jesus dos Santos Coline Devillard Morgane Osyssek-Reimer 164,064 |

## Medallero
| Núm. | País           | Oro | Plata | Bronce | Total |
| ---- | -------------- | --- | ----- | ------ | ----- |
| 1    | Estados Unidos | 4   | 3     | 4      | 11    |
| 2    | Japón          | 3   | 1     | 1      | 5     |
| 3    | China          | 2   | 3     | 2      | 7     |
| 4    | Brasil         | 1   | 3     | 2      | 6     |
| 5    | Alemania       | 1   | 0     | 0      | 1     |
| 5    | Irlanda        | 1   | 0     | 0      | 1     |
| 5    | Israel         | 1   | 0     | 0      | 1     |
| 5    | Reino Unido    | 1   | 0     | 0      | 1     |
| 9    | Ucrania        | 0   | 1     | 1      | 2     |
| 10   | Argelia        | 0   | 1     | 0      | 1     |
| 10   | Croacia        | 0   | 1     | 0      | 1     |
| 10   | Grecia         | 0   | 1     | 0      | 1     |
| 13   | Corea del Sur  | 0   | 0     | 1      | 1     |
| 13   | Francia        | 0   | 0     | 1      | 1     |
| 13   | Jordania       | 0   | 0     | 1      | 1     |
| 13   | Kazajistán     | 0   | 0     | 1      | 1     |
|      | TOTAL          | 14  | 14    | 14     | 42    |